# 遼嗣元帝
嗣元皇帝耶律氏（？—？），名字已佚。遼德宗耶律大石祖父，妻子為宣義皇后。
耶律氏事跡不詳，只知他為遼太祖耶律阿保機之六代孫。其孙耶律大石建立西遼後，在延慶元年（1124年）追上諡號為嗣元皇帝。